# Rafael Martín
Rafael Ricardo Martín Hassan (El Salvador, 12 settembre 1914 – Panama, 22 aprile 2010) è stato un cestista spagnolo.

## Carriera
Di ruolo ala piccola, non raggiungeva i 160 cm. di altezza. Fu tra i cestisti che il 15 aprile 1935 disputarono la prima partita della storia della nazionale maschile di pallacanestro della Spagna.
Con la selezione spagnola disputò la prima edizione degli Europei. Chiuse al secondo posto finale alle spalle della Lettonia, ma fu premiato come miglior giocatore della manifestazione. Ha collezionato 4 presenze in totale con la maglia della nazionale spagnola.
| Cronologia completa delle presenze e dei punti in Nazionale - Spagna | Cronologia completa delle presenze e dei punti in Nazionale - Spagna | Cronologia completa delle presenze e dei punti in Nazionale - Spagna | Cronologia completa delle presenze e dei punti in Nazionale - Spagna | Cronologia completa delle presenze e dei punti in Nazionale - Spagna | Cronologia completa delle presenze e dei punti in Nazionale - Spagna | Cronologia completa delle presenze e dei punti in Nazionale - Spagna | Cronologia completa delle presenze e dei punti in Nazionale - Spagna |
| Data                                                                 | Città                                                                | In casa                                                              | Risultato                                                            | Ospiti                                                               | Competizione                                                         | Punti                                                                | Note                                                                 |
| -------------------------------------------------------------------- | -------------------------------------------------------------------- | -------------------------------------------------------------------- | -------------------------------------------------------------------- | -------------------------------------------------------------------- | -------------------------------------------------------------------- | -------------------------------------------------------------------- | -------------------------------------------------------------------- |
| 15/04/1935                                                           | Madrid                                                               | Spagna                                                               | 33 - 12                                                              | Portogallo                                                           | EuroBasket 1935 - Turno di qualificazione                            | 2                                                                    | Referto                                                              |
| 02/05/1935                                                           | Ginevra                                                              | Spagna                                                               | 25 - 17                                                              | Belgio                                                               | EuroBasket 1935 - Turno eliminatorio                                 | 6                                                                    | Referto                                                              |
| 06/05/1935                                                           | Ginevra                                                              | Spagna                                                               | 21 - 17                                                              | Cecoslovacchia                                                       | EuroBasket 1935 - Semifinale                                         | 10                                                                   | Referto                                                              |
| 07/05/1935                                                           | Ginevra                                                              | Lettonia                                                             | 18 - 24                                                              | Spagna                                                               | EuroBasket 1935 - Finale                                             | 6                                                                    | Referto                                                              |
| Totale                                                               |                                                                      | Presenze                                                             | 4                                                                    |                                                                      | Punti                                                                | 24                                                                   |                                                                      |